# Filmografia de Alfred Hitchcock

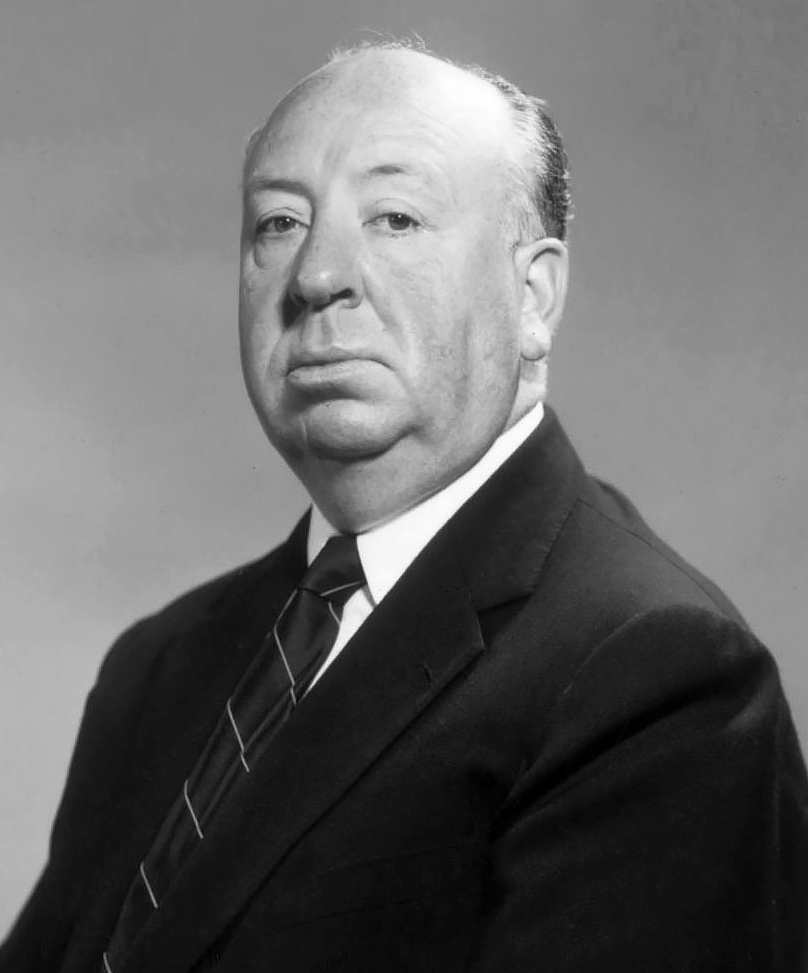
Fotografia publicitária de Hitchcock em 1955.

Alfred Hitchcock (1899–1980) foi um diretor e produtor britânico. Popularmente conhecido como o "Mestre do Suspense" pelo uso de técnicas cinematográficas inventivas em seus thrillers, Hitchcock começou sua carreira na indústria do cinema como designer de intertítulos e diretor de arte em vários filmes mudos durante a primeira metade da dácada de 1920. Sua estreia na direção deu-se em 1925 com The Pleasure Garden. Seu próximo trabalho, The Lodger: A Story of the London Fog, foi seu primeiro sucesso de público e de crítica. Nele já se apresentam muitos dos elementos temáticos pelos quais seus filmes seriam conhecidos, como o do homem inocente em fuga, bem como é o primeiro onde o diretor faz as suas famosas aparições (cameo). Dois anos mais tarde Hithcock dirige Blackmail (1929), o primeiro filme sonoro do Reino Unido.
Em 1940 Hitchcock migrou para a produção nos estúdios de Hollywood, fase que teve como primeiro longa Rebecca, estrelado por Laurence Olivier e Joan Fontaine. Ele recebeu uma indicação ao Oscar de melhor diretor, e o filme levou a estatueta de melhor filme. Hitchcock trabalhou com Fontaine novamente no ano seguinte em Suspicion, que também contou com a atuação de Cary Grant. Em 1943 Hitchcock dirige outro thriller psicológico: Shadow of a Doubt com o protagonismo de Teresa Wright e Joseph Cotten. Três anos depois ele se une novamente com Grant e com Ingrid Bergman em Notorious. O filme inclui um cena de um beijo intermitente de 3 minutos entre os protagonistas, com o objetivo de contornar o Código Hays, que nesta época limitava tais cenas em três segundos. Em 1948 Hitchcock dirige Rope estrelando James Stewart. Este foi o primeiro trabalho do diretor em Technicolor e é célebre pelo uso de planos-sequência com o objetivo de dar a impressão de que o filme inteiro foi gravado em uma única tomada.
Hitchcock colaborou com Grace Kelly em três ocasiões: Dial M for Murder (1954), Rear Window (1954) and To Catch a Thief (1955). Para Rear Window, Hitchcock recebeu uma indicação ao Oscar de melhor diretor. 1955 marcou sua estreia na tevê como o apresentador da série antológica Alfred Hitchcock Presents, da qual também era o produtor. Em 1958 Hitchcock dirige o thriller psicológico Vertigo, estrelando Stewart e Kim Novak. O filme emcabeçou a lista de 2012 da revista de cinema britânica Sight & Sound dos 50 Maiores Filmes de Todos Os Tempos. O ano de 1960 marcou o maior sucesso comercial da carreira do diretor, com Psycho.

## Cinema
Legenda:
† Filme perdido
| Cinema | Título                                    | Creditado por | Creditado por | Creditado por | Creditado por | Notas                                                                                | Ref(s)                  |
| Cinema | Título                                    | Direção       | Roteiro       | Produção      | Outro         | Notas                                                                                | Ref(s)                  |
| ------ | ----------------------------------------- | ------------- | ------------- | ------------- | ------------- | ------------------------------------------------------------------------------------ | ----------------------- |
| 1920   | † The Great Day                           |               |               |               | Sim           | Designer de intertítulo Curta-metragem                                               | [ 15 ]                  |
| 1921   | † The Call of Youth                       |               |               |               | Sim           | Designer de intertítulo Curta-metragem                                               | [ 15 ]                  |
| 1921   | † Appearances                             |               |               |               | Sim           | Designer de intertítulo                                                              | [ 16 ]                  |
| 1921   | † The Mystery Road                        |               |               |               | Sim           | Designer de intertítulo                                                              | [ 16 ]                  |
| 1921   | † The Princess of New York                |               |               |               | Sim           | Designer de intertítulo                                                              | [ 16 ]                  |
| 1921   | † Dangerous Lies                          |               |               |               | Sim           | Designer de intertítulo                                                              | [ 16 ]                  |
| 1921   | † The Bonnie Brier Bush                   |               |               |               | Sim           | Designer de intertítulo                                                              | [ 17 ]                  |
| 1922   | Three Live Ghosts (1922)                  |               |               |               | Sim           | Diretor de arte e designer de intertítulo                                            | [ 18 ]                  |
| 1922   | † Love's Boomerang                        |               |               |               | Sim           | Designer de intertítulo                                                              | [ 18 ]                  |
| 1922   | † The Spanish Jade                        |               |               |               | Sim           | Diretor de arte e designer de intertítulo                                            | [ 18 ]                  |
| 1922   | The Man from Home                         |               |               |               | Sim           | Diretor de arte e designer de intertítulo                                            | [ 18 ]                  |
| 1922   | † Tell Your Children                      |               |               |               | Sim           | Diretor de arte e designer de intertítulo                                            | [ 19 ]                  |
| 1922   | † Number 13                               | Sim           |               |               |               | Não concluído                                                                        | [ 19 ]                  |
| 1923   | Always Tell Your Wife                     | Sim           |               |               | Sim           | Co-diretor (não creditado) e diretor de produção Curta-metragem Parcialmente perdido | [ 20 ] [ 21 ]           |
| 1923   | † Woman to Woman                          |               | Sim           |               | Sim           | Diretor assistente, corroteirista e diretor de arte                                  | [ 20 ]                  |
| 1923   | The White Shadow                          |               | Sim           |               | Sim           | Diretor assistente, corroteirista e diretor de arte Parcialmente perdido             | [ 22 ]                  |
| 1924   | The Passionate Adventure                  |               | Sim           |               | Sim           | Diretor assistente, corroteirista e diretor de arte                                  | [ 22 ]                  |
| 1925   | The Blackguard                            |               | Sim           |               | Sim           | Diretor assistente, corroteirista e diretor de arte                                  | [ 23 ]                  |
| 1925   | The Pleasure Garden                       | Sim           |               |               |               |                                                                                      | [ 24 ] [ 25 ]           |
| 1925   | The Prude's Fall                          |               | Sim           |               | Sim           | Diretor assistente, corroteirista e diretor de arte Parcialmente perdido             | [ 23 ]                  |
| 1927   | The Lodger: A Story of the London Fog     | Sim           |               |               | Sim           | Corroteirista                                                                        | [ 24 ] [ 26 ]           |
| 1927   | † The Mountain Eagle                      | Sim           |               |               |               |                                                                                      | [ 24 ] [ 27 ]           |
| 1927   | The Ring                                  | Sim           | Sim           |               |               | Corroteirista                                                                        | [ 28 ] [ 29 ]           |
| 1927   | Downhill                                  | Sim           |               |               |               |                                                                                      | [ 30 ] [ 31 ]           |
| 1928   | The Farmer's Wife                         | Sim           | Sim           |               |               |                                                                                      | [ 32 ] [ 33 ]           |
| 1928   | Easy Virtue                               | Sim           |               |               |               |                                                                                      | [ 30 ] [ 34 ]           |
| 1928   | Champagne                                 | Sim           | Sim           |               |               | Corroteirista                                                                        | [ 32 ] [ 35 ]           |
| 1929   | The Manxman                               | Sim           |               |               |               |                                                                                      | [ 36 ] [ 37 ]           |
| 1929   | Blackmail                                 | Sim           | Sim           |               |               | Distribuído nas versões muda e sonora                                                | [ 36 ] [ 38 ] [ 39 ]    |
| 1930   | † An Elastic Affair                       | Sim           |               |               |               | Curta-metragem                                                                       | [ 40 ]                  |
| 1930   | Elstree Calling                           | Sim           |               |               | Sim           | Diretor de "sketches and other interpolated items"                                   | [ 40 ] [ 41 ]           |
| 1930   | Juno and the Paycock                      | Sim           |               |               |               |                                                                                      | [ 38 ] [ 42 ]           |
| 1930   | Murder!                                   | Sim           | Sim           |               |               | Corroteirista                                                                        | [ 40 ] [ 43 ]           |
| 1931   | The Skin Game                             | Sim           | Sim           |               |               | Corroteirista                                                                        | [ 44 ] [ 45 ]           |
| 1931   | Mary                                      | Sim           |               |               |               | Versão alemã de Murder!                                                              | [ 46 ] [ 47 ]           |
| 1931   | Rich and Strange                          | Sim           | Sim           |               |               | Corroteirista                                                                        | [ 44 ] [ 48 ]           |
| 1932   | Number Seventeen                          | Sim           | Sim           |               |               | Corroteirista                                                                        | [ 49 ] [ 50 ]           |
| 1932   | Lord Camber's Ladies                      |               |               | Sim           |               |                                                                                      | [ 49 ]                  |
| 1934   | Waltzes from Vienna                       | Sim           |               |               |               |                                                                                      | [ 49 ] [ 51 ]           |
| 1934   | The Man Who Knew Too Much                 | Sim           |               |               |               |                                                                                      | [ 52 ] [ 53 ]           |
| 1935   | The 39 Steps                              | Sim           |               |               |               |                                                                                      | [ 54 ] [ 55 ]           |
| 1936   | Secret Agent                              | Sim           |               |               |               |                                                                                      | [ 56 ] [ 57 ]           |
| 1936   | Sabotage                                  | Sim           |               |               |               |                                                                                      | [ 56 ] [ 58 ]           |
| 1937   | Young and Innocent                        | Sim           |               |               |               |                                                                                      | [ 59 ] [ 60 ]           |
| 1938   | The Lady Vanishes                         | Sim           |               |               |               |                                                                                      | [ 61 ] [ 62 ]           |
| 1939   | Jamaica Inn                               | Sim           |               |               |               |                                                                                      | [ 63 ] [ 64 ]           |
| 1940   | Rebecca                                   | Sim           |               |               |               | Oscar de melhor filme                                                                | [ 65 ] [ 66 ] [ 8 ]     |
| 1940   | Foreign Correspondent                     | Sim           |               |               |               |                                                                                      | [ 65 ] [ 67 ]           |
| 1941   | Mr. & Mrs. Smith                          | Sim           |               |               |               |                                                                                      | [ 68 ] [ 69 ]           |
| 1941   | Suspicion                                 | Sim           |               |               |               |                                                                                      | [ 68 ] [ 70 ]           |
| 1942   | Saboteur                                  | Sim           |               |               |               |                                                                                      | [ 71 ] [ 72 ]           |
| 1943   | Shadow of a Doubt                         | Sim           |               |               |               |                                                                                      | [ 73 ] [ 74 ]           |
| 1944   | Lifeboat                                  | Sim           |               |               |               |                                                                                      | [ 75 ] [ 76 ]           |
| 1944   | The Fighting Generation                   | Sim           |               |               |               | Documentário de propaganda dos EUA                                                   | [ 77 ]                  |
| 1945   | Spellbound                                | Sim           |               |               |               |                                                                                      | [ 78 ] [ 79 ]           |
| 1946   | Notorious                                 | Sim           |               | Sim           |               |                                                                                      | [ 80 ] [ 81 ]           |
| 1947   | The Paradine Case                         | Sim           |               |               |               |                                                                                      | [ 82 ] [ 83 ]           |
| 1948   | Rope                                      | Sim           |               | Sim           |               | Coprodutor                                                                           | [ 84 ] [ 85 ]           |
| 1949   | Under Capricorn                           | Sim           |               | Sim           |               | Coprodutor                                                                           | [ 86 ] [ 87 ]           |
| 1950   | Stage Fright                              | Sim           |               | Sim           |               |                                                                                      | [ 88 ] [ 89 ]           |
| 1951   | Strangers on a Train                      | Sim           |               | Sim           |               |                                                                                      | [ 90 ] [ 91 ]           |
| 1953   | I Confess                                 | Sim           |               | Sim           |               |                                                                                      | [ 92 ] [ 93 ]           |
| 1954   | Dial M for Murder                         | Sim           |               | Sim           |               | Filmado em 3D                                                                        | [ 94 ] [ 95 ]           |
| 1954   | Rear Window                               | Sim           |               | Sim           |               |                                                                                      | [ 94 ] [ 96 ]           |
| 1955   | To Catch a Thief                          | Sim           |               | Sim           |               |                                                                                      | [ 97 ] [ 98 ]           |
| 1955   | The Trouble with Harry                    | Sim           |               | Sim           |               |                                                                                      | [ 97 ] [ 99 ]           |
| 1956   | The Man Who Knew Too Much                 | Sim           |               | Sim           |               |                                                                                      | [ 100 ] [ 101 ]         |
| 1956   | The Wrong Man                             | Sim           |               | Sim           |               |                                                                                      | [ 102 ] [ 103 ]         |
| 1958   | Vertigo                                   | Sim           |               | Sim           |               |                                                                                      | [ 104 ] [ 105 ]         |
| 1959   | North by Northwest                        | Sim           |               | Sim           |               |                                                                                      | [ 106 ] [ 107 ]         |
| 1960   | Psycho                                    | Sim           |               | Sim           |               |                                                                                      | [ 108 ] [ 109 ]         |
| 1963   | The Birds                                 | Sim           |               | Sim           |               |                                                                                      | [ 110 ] [ 111 ]         |
| 1964   | Marnie                                    | Sim           |               | Sim           |               |                                                                                      | [ 112 ] [ 113 ]         |
| 1966   | Torn Curtain                              | Sim           |               | Sim           |               |                                                                                      | [ 114 ] [ 115 ]         |
| 1969   | Topaz                                     | Sim           |               | Sim           |               |                                                                                      | [ 116 ] [ 117 ]         |
| 1972   | Frenzy                                    | Sim           |               | Sim           |               |                                                                                      | [ 118 ] [ 109 ]         |
| 1976   | Family Plot                               | Sim           |               | Sim           |               |                                                                                      | [ 119 ] [ 120 ]         |
| 1993   | Bon Voyage                                | Sim           |               |               |               | Curta de propaganda aliada em francês Filmado em 1944 e lançado em 1993              | [ 75 ] [ 121 ] [ 122 ]  |
| 1993   | Aventure Malgache                         | Sim           |               |               |               | Curta de propaganda aliada em francês Filmado em 1944 e lançado em 1993              | [ 123 ] [ 124 ] [ 122 ] |
| 2014   | German Concentration Camps Factual Survey | Sim           |               |               | Sim           | Treatment advisor Documentário Filmado em 1945 e lançado em 2014                     | [ 78 ] [ 125 ]          |

## Televisão
| Ano(s)    | Título                    | Papel        | Notas | Ref(s)          |
| --------- | ------------------------- | ------------ | --- | --------------- |
| 1955–1962 | Alfred Hitchcock Presents | Apresentador | 17 episódios (diretor)                                                                                       | [ 126 ] [ 127 ] |
| 1957      | Suspicion                 | —            | Episódio: "Four O'Clock" (diretor e produtor)                                                                | [ 126 ] [ 127 ] |
| 1960      | Startime                  | —            | Episódio: "Incident at a Corner" (diretor e produtor) Único programa colorido de tevê dirigido por Hitchcock | [ 126 ] [ 127 ] |
| 1962      | Alcoa Premiere            | —            | Episódio: "The Jail" (produtor executivo)                                                                    | [ 126 ] [ 127 ] |
| 1962–1965 | The Alfred Hitchcock Hour | Apresentador | 1 episódio (diretor)                                                                                         | [ 126 ] [ 127 ] |